# Amphinemura talungdzongi
Amphinemura talungdzongi är en bäcksländeart som beskrevs av Aubert 1967. Amphinemura talungdzongi ingår i släktet Amphinemura och familjen kryssbäcksländor. Inga underarter finns listade i Catalogue of Life.